# Ignacio María de Orbegozo y Goicoechea

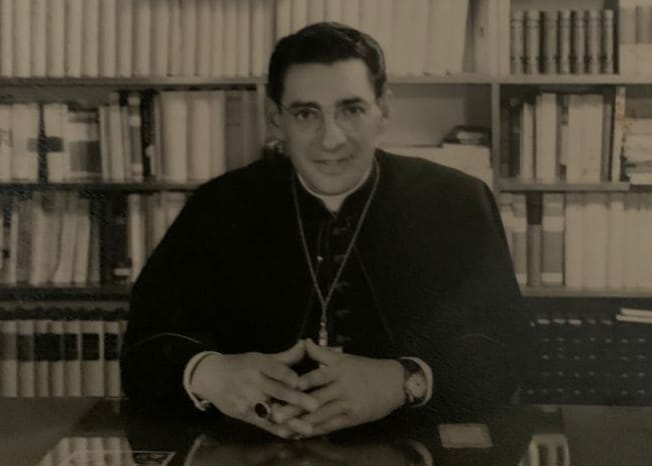
Ignacio María de Orbegozo (1964)

Ignacio María de Orbegozo y Goicoechea (* 25. März 1922 in Bilbao; † 4. Mai 1998 in Chiclayo) war ein spanischer Arzt und Bischof in Peru.

## Leben
Ignacio Orbegozo studierte zunächst Medizin an den Universitäten Madrid und Granada, anschließend Theologie und Kirchenrecht an der Lateranuniversität in Rom. Am 3. Juni 1951 empfing er die Priesterweihe.
Als Papst Pius XII. 1957 das Opus Dei mit der Seelsorge für die Territorialprälatur Yauyos betraute, ernannte er Orbegozo zum ersten Prälaten dieser Jurisdiktion in den peruanischen Anden und 1963 zum Titularbischof von Ariassus. Die Bischofsweihe spendete ihm Kardinal Juan Landázuri Ricketts OFM am 25. Januar 1964.
1968 wurde er zum Bischof von Chiclayo ernannt. 
Ignacio Orbegozo nahm an allen 4 Sitzungen des Zweiten Vatikanischen Konzils teil.